# Формула Діріхле
Формула Дирихле для числа дільників — асимптотична формула
{\displaystyle \sum _{n\leqslant N}\tau (n)=N\ln N+(2\gamma -1)N+O({\sqrt {N}}),}
де {\displaystyle \tau (n)} — число дільників {\displaystyle n}, {\displaystyle \gamma } — постійна Ейлера — Маськероні, а {\displaystyle O} — O-велике.
Формула була отримана Діріхле в 1849.

## Доведення
Доказ негайно випливає з того факту, що вказана сума дорівнює числу цілих точок з
цілими позитивними координатами в області, обмеженою гіперболою {\displaystyle yx=N} та осями координат.

## Уточнення
В 1906 році доданок {\displaystyle O\left(N^{\theta }\right)} був уточнений Серпінським до {\displaystyle O({\sqrt[{3}]{N}})}, тобто {\displaystyle \theta =1/3}. Зараз існують кращі оцінки. Найкращий відомий результат {\displaystyle \theta ={\frac {131}{416}}} (отримано у 2003 р. Хакслі). Однак, найменше значення {\displaystyle \theta }, при якому ця формула залишиться вірною, невідоме (доведено, що воно не менше, ніж {\displaystyle {\frac {1}{4}}}).
При цьому середній дільник великого числа n в середньому росте як {\displaystyle {\frac {c_{1}n}{\sqrt {\ln n}}}}, що було виявлено А. Карацубою. З комп'ютерних оцінок М. Корольова{\displaystyle c_{1}={\frac {1}{\pi }}\prod _{p}\left({\frac {p^{3/2}}{\sqrt {p-1}}}\ln \left(1+{\frac {1}{p}}\right)\right)\approx 0{,}7138067}.